# 在リヨン領事事務所
在リヨン領事事務所（フランス語: Bureau Consulaire du Japon à Lyon、英語: Consular Office of Japan in Lyon）は、フランス南東部の主要都市リヨン郊外のヴィルールバンヌに設置されている日本の領事事務所である。

## 歴史

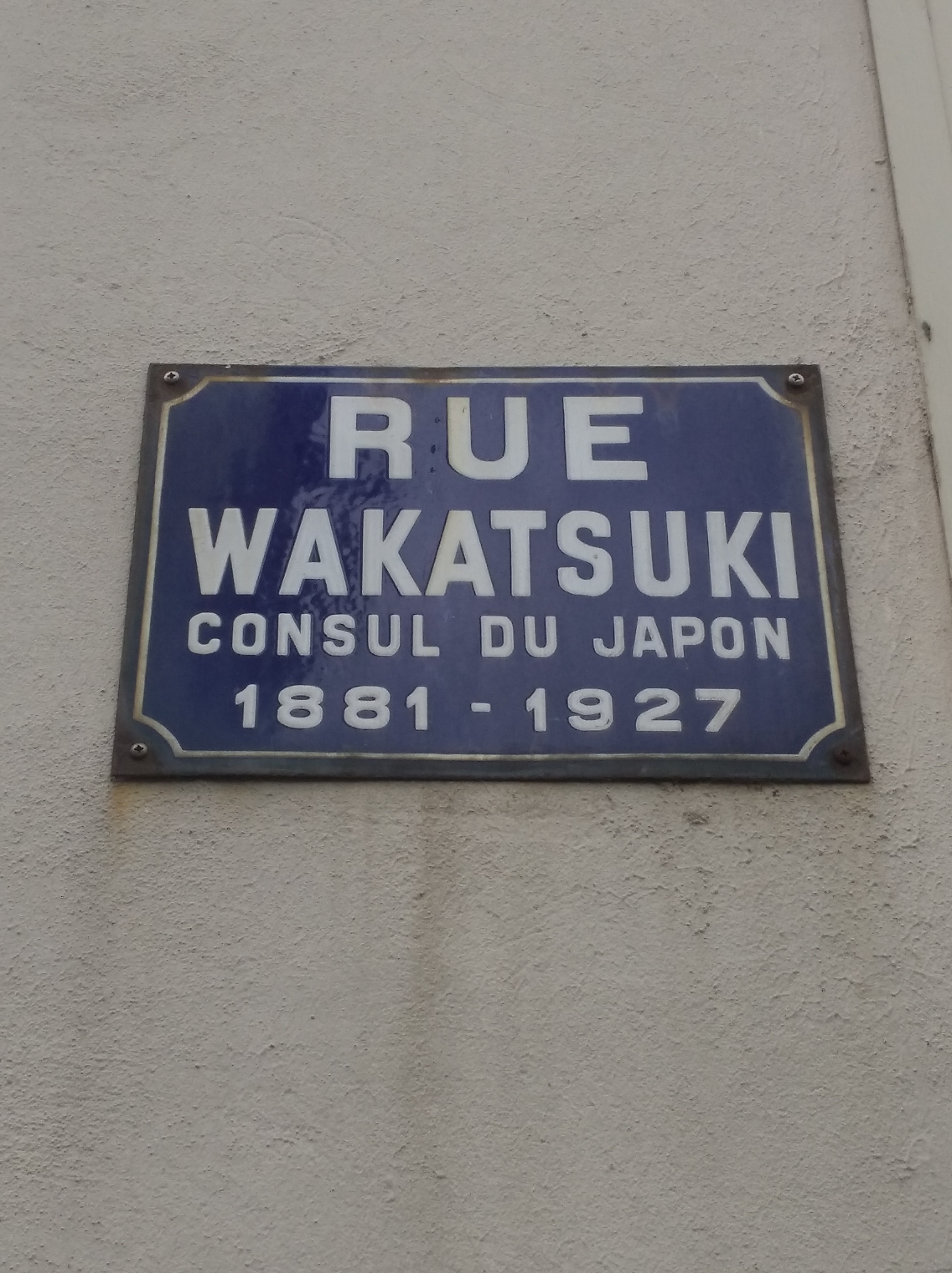
「若月通り」を示すプレート（2019年）

大日本帝国時代、当地には在リヨン日本帝国領事館（在里昂日本帝国領事館、フランス語: Consulat du Japon à Lyon、英語: Consulate of Japan in Lyon）が置かれていた。とりわけ、1920年（大正9年）から1927年（昭和2年）にかけて7年間リヨンで領事代理として奉職した若月馥次郎は、館務に精勤するだけでなくリヨンの官民とも幅広く親交しており、帰国後の1928年（昭和3年）3月に若月が享年47で没した後、彼の遺徳を偲んだリヨン市参事会は1930年（昭和5年）にリヨン市の新通りを「若月通り」（フランス語: Rue Wakatsuki）と命名するとの議案を満場一致で可決するほどであった。ただし、第二次世界大戦の影響で、遅くとも1945年（昭和20年）の戦争終結までにリヨンの帝国領事館は閉鎖されている。
2003年（平成15年）1月10日、在リヨン出張駐在官事務所が開設された。2014年（平成26年）8月1日、当地の出張駐在官事務所が在リヨン領事事務所に改称される。

## 所在地
Le Prémium 7ème étage, 131 boulevard Stalingrad, 69100 Villeurbanne

## 管轄地域
オーヴェルニュ＝ローヌ＝アルプ地域圏を管轄。